# Nini Rosso
Celeste Raffaele Rosso, detto Nini (Torino, 19 settembre 1926 – Roma, 5 ottobre 1994), è stato un trombettista e cantante italiano.

## Biografia

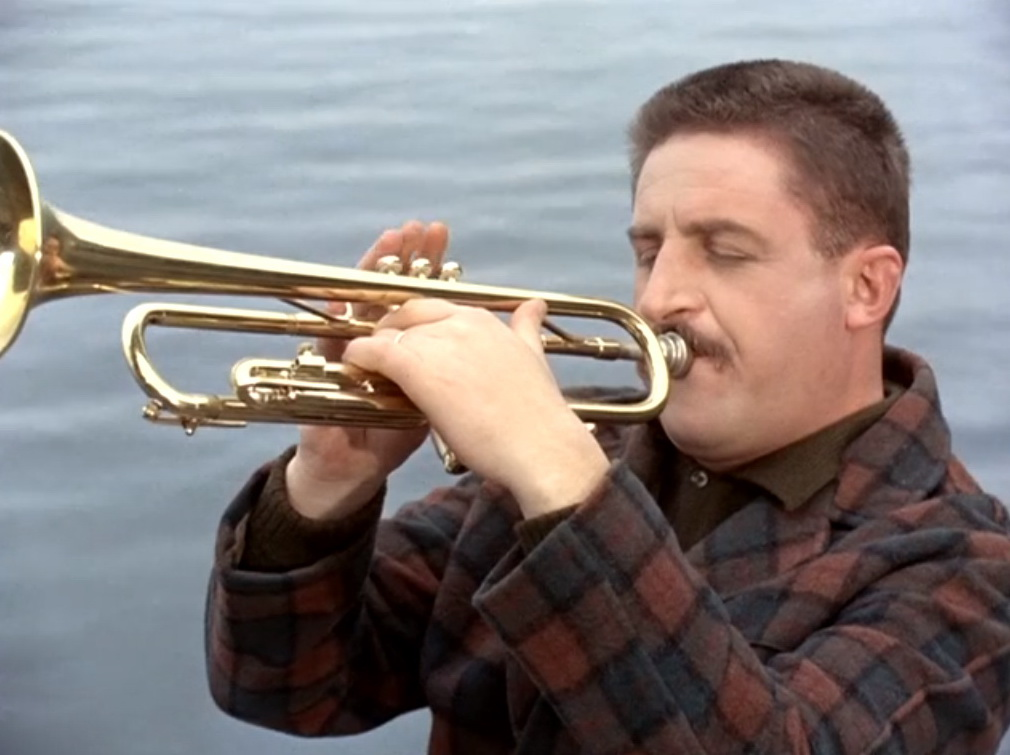
Nini Rosso si esibisce ne Il silenzio, uno dei suoi celebri brani

Nato a Torino, ma originario della frazione San Paolo di San Michele Mondovì, cui rimase sempre molto legato, da ragazzo fu partigiano in Valle Maira con Giorgio Bocca e Detto Dalmastro. Dopo una buona carriera jazzistica ed orchestrale (nell'orchestra del maestro Cinico Angelini), decise di lanciarsi come solista leggero, firmando un contratto con la Titanus (casa discografica distribuita dalla Durium, come la successiva Sprint). Il suo primo disco, La ballata della tromba, nel 1961 riscosse un discreto successo, arrivando nella prima posizione dei 45 giri per due settimane; nel 1963 partecipò alla colonna sonora del film L'amore difficile, scritta dal maestro Piero Umiliani, con il brano Vicolo dell'amore, 43.
La svolta avvenne nel 1964 con Il silenzio (che, dal 28 gennaio 1986, avrebbe potuto far da sigla di chiusura dei programmi RAI sostituendo il brano Armonie del pianeta Saturno di Roberto Lupi), versione leggera del "Silenzio fuori ordinanza" suonato nelle caserme, con la collaborazione di Willy Brezza. Il brano fu inciso per caso: in un concerto al PalaEur di Roma, di fronte a un pubblico militare, Rosso decise di eseguirlo con una malinconica parte recitata, nella quale descrisse la solitudine del militare di leva che dà una romantica buonanotte alla sua fidanzata lontana, e l'accoglienza fu esplosiva.
Il disco vendette dieci milioni di copie, con picchi di successo anche nel Nord-Europa e in Giappone, dove Nini Rosso fece numerose tournée; Rosso suonò il brano anche nel musicarello Se non avessi più te (1965). Nello stesso anno partecipò al Cantagiro con Son qui ad aspettarti e al Festival di Napoli con il brano Nord e sud, mentre l'anno seguente apparve nella trilogia di musicarelli Viale della canzone, 008 operazione ritmo e Questi pazzi, pazzi italiani, diretti da Tullio Piacentini. Nel 1966 partecipò a Un disco per l'estate con Concerto per un addio. Altro buon successo fu, nel 1967, un altro brano dai toni malinconici, Uomo solo, utilizzato come sigla iniziale e finale della celebre serie televisiva Sheridan, squadra omicidi, cinque telefilm con il celebre Ubaldo Lay diretti da Leonardo Cortese.
Nel 1984 incise un LP con brani della Hit parade mondiale Magic Motions (con arrangiamenti di Victor Bach e produttore Felice Piccarreda). Nini Rosso fu anche attore, generalmente facendo la parte del trombettista, in alcuni musicarelli italiani degli anni sessanta: Sanremo - La grande sfida, In ginocchio da te, Little Rita nel West, Canzoni, bulli e pupe, 2 mattacchioni al Moulin Rouge. Partecipò con il suo complesso al programma La macchina meravigliosa di Piero Angela (più precisamente alla prima puntata dedicata all'orecchio).
Morì a causa di un tumore polmonare; riposa nel Cimitero Flaminio a Roma.

## Discografia

### Album

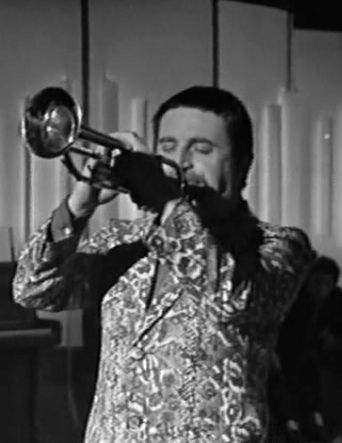
Nini Rosso nel 1970

- 1965 - Nini Rosso e la sua tromba (Sprint, Spl. A 6002)
- 1966 - Romantico (Sprint, Spl. A 6004)
- 1966 - Nini Rosso in America (Sprint, Spl. A 6005)
- 1966 - Buon Natale da Nini Rosso (Sprint, Spl. A 6006)
- 1966 - Nini Rosso in Giappone (Sprint, Spl. A 6008)
- 1967 - Nini Rosso in Germania (Sprint, Spl. A 6009)
- 1968 - Temi di grandi films (Sprint, Spl. A 6010)
- 1968 - Romanze (Sprint, Spl. A 6011)
- 1973 - Non dimenticar (Sprint, Spl. Al 6017)
- 1973 - Nini Rosso (Cetra, LEL 59)
- 1974 - America Latina (Sprint, Spl. AI 6018)
- 1975 - Nini Rosso suona Francis Lai (Sprint, Spl. AI 6019)
- 1975 - Acquario (Sprint, Spl. AI 6020)
- 1976 - Live concert at Osaka (Sprint, Spl. AI 6021)
- 1977 - Ciak (Sprint, Spl. Al 6022)
- 1979 - Il sound classico di Nini Rosso (Start, LP.S40.057)
- 1980 - Sogno d'amore (Start, LP.S40.082)
- 1982 - Nini Rosso plays Nini Rosso (Sprint, Spl. Al 6027)
- 1983 - Romanze (Start, LP.S40.180)
- 1984 - Magic Motions (Sprint, Spl. AI 6028)
- 2001 - I grandi successi originali (BMG, serie flashback; doppio)

### Singoli
- 1960 - La rosa nera/Fever (Cetra, SP 847)
- 1960 - John Bang-Bang/Hey hey ragazza (Cetra, SP 848)
- 1961 - Giarrettiera rossa/Spegni la candela (Cetra, SP 997)
- 1961 - Ballata della tromba/Tempo d'estate (Titanus, Tld 5018)
- 1961 - Sono ricco/In due (Titanus, Tld 5019)
- 1961 - Evelyne/Quel vagabondo (Sprint, Sp A 5031)
- 1962 - I verdi anni/Concerto disperato (Sprint, Sp A 5503)
- 1963 - Vicolo dell'amore, 43/Cantu d'amuri (Sprint, Sp A 5507; solo il brano sul lato A, mentre il lato B è cantato da Tony Cucchiara)
- 1963 - Clown/I musicanti (Sprint, Sp A 5509)
- 1963 - I ragazzi del jazz/La domenica (Sprint, Sp A 5511)
- 1963 - Trumpet Tamouré/Bum Bum (Sprint, Sp A 5515)
- 1963 - Ninna nanna della tromba/Girandola (Sprint, Sp A 5517)
- 1963 - Canzone proibita/Stasera o mai (Sprint, Sp A 5518)
- 1963 - Sinfonia/Tamouré (Sprint, Sp A 5523)
- 1964 - Hully-gully della luna/Poti-poti (Sprint, Sp A 5536)
- 1964 - Tango balordo/Pazza (Sprint, Sp A 5537)
- 1964 - Son qui ad aspettarti/Ero soldato semplice (Sprint, Sp A 5541)
- 1964 - Nord e sud/Via Caracciolo (Sprint, Sp A 5543)
- 1964 - Il silenzio/Ho bisogno di te (Sprint, Sp A 5544)
- 1964 - Il silenzio/Via Caracciolo[4] (Sprint, Sp A 5550)
- 1965 - Nostalgia/Starlight Melody (Sprint, Sp A 5551)
- 1966 - Concerto per un addio/Al mio amore (Sprint, Sp A 5555)
- 1966 - Al mio amore/Quel vagabondo (Sprint, Sp A 5556)
- 1966 - La ballata dello yankee/Serenata maledetta (Sprint, Sp A 5557)
- 1966 - Stille Nacht/Ave Maria (Sprint, Sp A 5559)
- 1966 - White Christmas/Jingle Bells (Sprint, Sp A 5560)
- 1966 - La montanara/Salute a te! (Sprint, Sp A 5561)
- 1967 - Uomo solo/Un saluto da lontano (Sprint, Sp A 5563)
- 1967 - Mai più/La campanella (Sprint, Sp A 5564)
- 1967 - O mein Papa/Alle Tage ist kein Soontag (Sprint, Sp A 5566)
- 1967 - Il volo del calabrone/Canto per non piangere (Sprint, Sp A 5567)
- 1968 - Santa Claus/È Natale (Sprint, Sp A 5570)
- 1968 - Gioia al mondo/Oh Santa notte (Sprint, Sp A 5571)
- 1968 - Deguello/Johnny Guitar (Sprint, Sp A 5573)
- 1968 - Vitti 'na crozza (La ricordanza)/Greensleeves (Sprint, Sp A 5574)
- 1969 - Mattinata/Cavatina (Sprint, Sp A 5575)
- 1969 - Compositore/Guard-rail (Sprint, Sp A 5576)
- 1969 - Amigo/San Diego (Sprint, Sp A 5577)
- 1970 - Stelutis alpinis/Sveglia ragazzi! (Sprint, Sp A 5578)
- 1971 - Ballata indiana (Wigwam)/Santo Domingo (Sprint, Sp A 5580)
- 1971 - La leggenda di Tara Poki/Love Story (Sprint, Sp A 5582)
- 1971 - Compagna mia/Sogno di mezzanotte (Sprint, Sp A 5585)
- 1972 - Petite fleur/Oh Babe, What Would You Say? (Sprint, Sp A 5586)
- 1973 - Benedict/Action Music (Sprint, Sp A 5588)
- 1974 - Orsa Maggiore/Habanera (Sprint, Sp A 5590)
- 1975 - Tornerò/Acquario (Sprint, Sp A 5591)
- 1976 - Mamma/Katyusha (Durium, D 35011)
- 1978 - Tarantella/Gelsomina (Sprint, Sp A 5593)
- 1979 - Jalousie/Torna a Surriento (Sprint, Sp A 5594)
- 1980 - Bolero/Per Elisa (Sprint, Sp A 5595)
- 1981 - Chi mai/Monica (Sprint, Sp A 5596)
- 1984 - Amapola/Cockeye's Song (Sprint, SPAI 5598)

### EP
- 1960 - La rosa nera/Fever/John bag-bang/Hey-hey ragazza (Cetra, EPE 3130)
- 1961 - Ballata della tromba (Titanus, Tep 002)

### Raccolte
- 1971 - Il silenzio (Durium, serie Start, catalogo MD.A 147)